# Neron (imię)
Neron – imię męskie pochodzenia łacińskiego. 

## Znane postacie
- Neron - cesarz rzymski w latach 54 - 68 n.e.
- Klaudiusz Neron Juliusz Cezar - syn Germanika i Agrypiny
- Tyberiusz Klaudiusz Neron - arystokrata rzymski z rodu Klaudiuszy